# Radiestezja

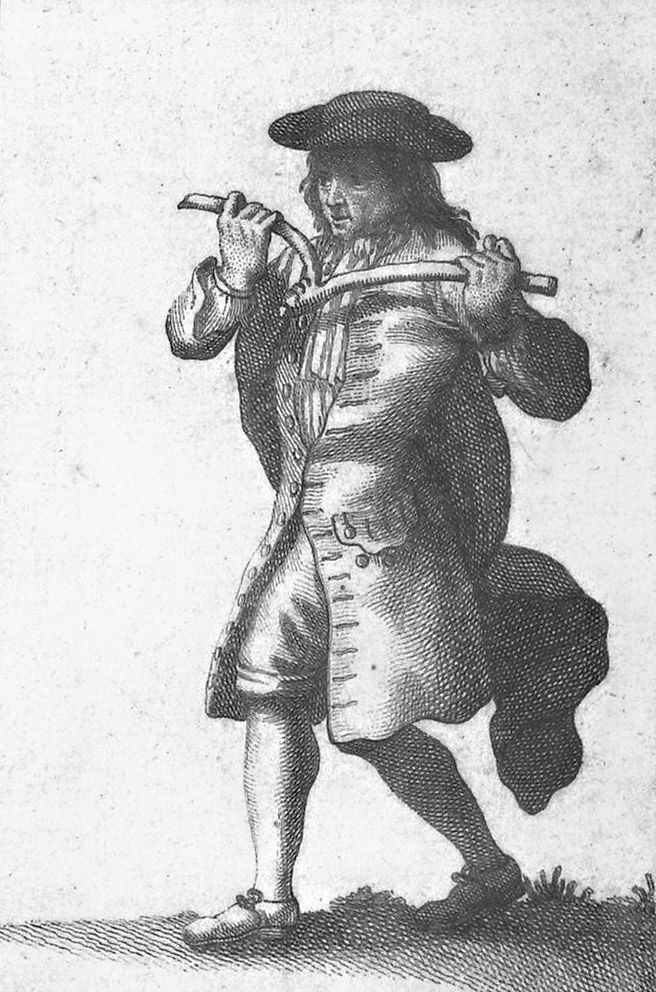
Radiesteta – ilustracja z XVIII-wiecznej francuskiej książki o przesądach

Radiestezja (łac. radiatio – promieniowanie i gr. aesthesia – wrażliwość) – pseudonauka zajmująca się rzekomym promieniowaniem. Istotą radiestezji jest ich wykrywanie przez radiestetę przy użyciu przyrządów takich jak różdżka radiestezyjna czy wahadło radiestezyjne, a nawet bez żadnych narzędzi. Wykorzystuje się ją do wykrywania tzw. żył wodnych, minerałów i wielu innych obiektów.
Termin radiestezji wprowadził w latach 30. XX wieku francuski radiesteta ksiądz Alexis Bouly (1865-1958). Technika radiestezji jest również znana jako rabdomancja albo różdżkarstwo.
Zjawiska badane przez radiestezję bywają zaliczane do zjawisk paranormalnych. W zdecydowanej większości krajów zachodnich oraz w środowisku naukowym radiestezja uznawana jest za pseudonaukę, a rzetelnie prowadzone badania naukowe wykazują, że radiesteci nie są w stanie odszukiwać ukrytych obiektów ze skutecznością większą, niż wynikająca z czystego przypadku.
Są jednak nieliczne prace naukowe, w których twierdzenia radiestetów traktowane są całkiem poważnie.
Radiestezję często zalicza się do praktyk okultystycznych.

## Zakres radiestezji
Radiestezję zazwyczaj łączy się z poszukiwaniem ujęć wody i surowców naturalnych, łącznie z ciekami wodnymi występującymi w miejscu przeznaczonym do odpoczynku (np. pod sypialnią), jednakże wielu radiestetów pozwala sobie znacznie poszerzyć listę dziedzin, np. w medycynie (diagnozowanie osób + dobór leków), kuchni (dobór odpowiedniego pokarmu), archeologii (poszukiwanie starych monet, grobowców), znajdywaniu osób zaginionych i w kryminalistyce, a także wykorzystywania wahadełka w biznesie (dobór pracowników). W przypadku wahadełka nie jest konieczna praca w terenie; można pracować z mapą lub fotografią osoby/przedmiotu jako świadka. Tego typu badania, w środowisku radiestetów, noszą nazwę teleradiestezji.

## Historia radiestezji
Według zwolenników radiestezji praktyki radiestezyjne miały miejsce w Chinach. Cesarz Wielki Yu (ok. 2200 p.n.e.) na niektórych ilustracjach przedstawiany jest z czymś w rodzaju różdżki w rękach. Różdżkę stosowano w Chinach przy poszukiwaniach wody podziemnej i złóż mineralnych. Nie stosowano jej natomiast do wyszukiwania korzystnych miejsc pod budowę domów, zdrowych miejsc do spania itp. Tymi zadaniami zajmowała się geomancja (feng shui), opierająca się na wieloletnich obserwacjach świata przyrody. Przed budową domu zlecano geomancie zbadanie, czy kształty i formy występujące w terenie sprzyjają gromadzeniu się życiodajnej bioenergii (ch’i). Badał on także, czy elementy otoczenia są ze sobą w harmonii.
W starożytnym Egipcie radiestezja była zajęciem tylko dla wtajemniczonych kapłanów. Znano tam wiele urządzeń radiestezyjnych wykorzystujących zjawisko oddziaływania kształtów oraz symboli. Krzyż egipski, sfinks, piramidy, a także liczne motywy zdobnicze emitowały – jak twierdzą współcześni radiesteci – promieniowanie radiestezyjne, zarówno lecznicze i pobudzające, jak i szkodliwe – w zależności od umiejscowienia lub ukierunkowania.
Archeolodzy odnaleźli w Egipcie starożytny sprzęt radiestezyjny – najbardziej znane jest wahadło z piaskowca znalezione w sarkofagu w Dolinie Królów. Współcześni radiesteci cenią wahadła o takim kształcie, jako przydatne do pracy z biometrem i do badań teleradiestezyjnych.
Według zwolenników radiestezji w Biblii można znaleźć wiele informacji wskazujących na to, że na Bliskim Wschodzie wiedza radiestezyjna była znana i wykorzystywana w praktyce. Radiesteci spekulują, że słynna laska Mojżesza mogła być rodzajem różdżki radiestezyjnej. Przypuszczają, że wydarzenie z Refidim, gdzie nie było wody, a lud cierpiał z pragnienia, Mojżesz uderzył laską w skałę, z której wskutek tego wytrysnęło źródło – to w istocie opis praktyki radiestezyjnej.

## Naukowe próby wyjaśnienia
Naukowych prób wyjaśnienia radiestezji podjął się w Polsce zespół naukowców z Uniwersytetu im. Adama Mickiewicza w Poznaniu. Prowadzone przez kilka lat badania w żaden sposób nie potwierdziły, by radiestezja miała cokolwiek wspólnego z nauką w jej obecnym rozumieniu.
Zdaniem niektórych naukowców, ruch różdżki spowodowany jest położeniem środka ciężkości poza punktami podparcia. Ten metastabilny układ jest wrażliwy na niedoskonałości mocowania (np. trzymanie w ręce).

## Pozanaukowe próby wyjaśnienia
Istnieją dwie teorie pozanaukowe usiłujące wyjaśnić funkcjonowanie zjawiska radiestezji: „fizyczna” i „mentalna”.
Metoda fizyczna zakłada, że rzekome żyły wodne wysyłają jakieś bliżej nieokreślone pionowe promieniowanie lub „wibrują” w specyficzny sposób odczuwalny dla niektórych ludzi. Promieniowanie to ma wpływać na układ nerwowy człowieka powodując drgania mięśni, a w efekcie ruch wahadełka czy różdżki. „Fizyczna” jest w tym wypadku tylko nazwą metody i nie oznacza to, że została ona potwierdzona przez współczesną naukę.
Teoria mentalna, inna próba wyjaśnienia działania radiestezji, zakłada, że jej skuteczność miałaby być związana z jedną z właściwości umysłu ludzkiego. Pogląd taki kwalifikuje się do analizy z punktu widzenia parapsychologii.

## Doświadczenia mające potwierdzić radiestezję

### Eksperyment monachijski
Najsłynniejszym eksperymentem mającym zweryfikować skuteczność radiestezji było doświadczenie przeprowadzone w Niemczech w Monachium w latach 1987–1988 (jego wyniki zostały opublikowane w 1989 r.). W teście wzięło udział ponad 500 radiestetów, spośród których wybrano najlepszych 43 do drugiej fazy testów. Druga faza testów była eksperymentem polegającym na umieszczeniu w stodole pod podłogą rury z wodą. Zadaniem różdżkarzy było wskazanie miejsca, w którym położona jest rura. Wyniki testów wskazywały, iż wyniki 37 spośród 43 poddanych testom osób nie kwalifikowały ich do miana radiestety. Niemniej pozostałe 6 osób osiągnęło wyniki dużo lepsze niż wynikające tylko z przypadku. W rezultacie autorzy eksperymentu uznali (w 1990 r.), iż fenomen radiestezji można uważać za doświadczalnie udowodniony („...a real core of dowser-phenomena can be regarded as empirically proven...”).
W 1995 r. Jim T. Enright przeanalizował dane eksperymentu monachijskiego i uznał, że wyniki tych 6 osób można interpretować tylko jako „statystyczne wahnięcie”, a co za tym idzie osoby te, pomimo iż osiągnęły ponadprzeciętne wyniki w trakcie eksperymentu, to są zgodne ze statystycznym rozkładem wskazującym na losowość przewidywań. Prowadzone w późniejszych latach badania nie potwierdziły wyników z Monachium.

### Nagroda Jamesa Randiego
Fundacja Jamesa Randiego (JREF) ufundowała nagrodę miliona dolarów dla osoby, która w kontrolowanych warunkach dowiedzie paranormalnych zdolności. Do najczęstszych prób zdobycia nagrody należy radiestezja. Do tej pory żadnemu radiestecie nie udało się wykazać żadnych zdolności wykrywania wody mogących stać się podstawą do wypłaty miliona dolarów nagrody.